# Mijngang

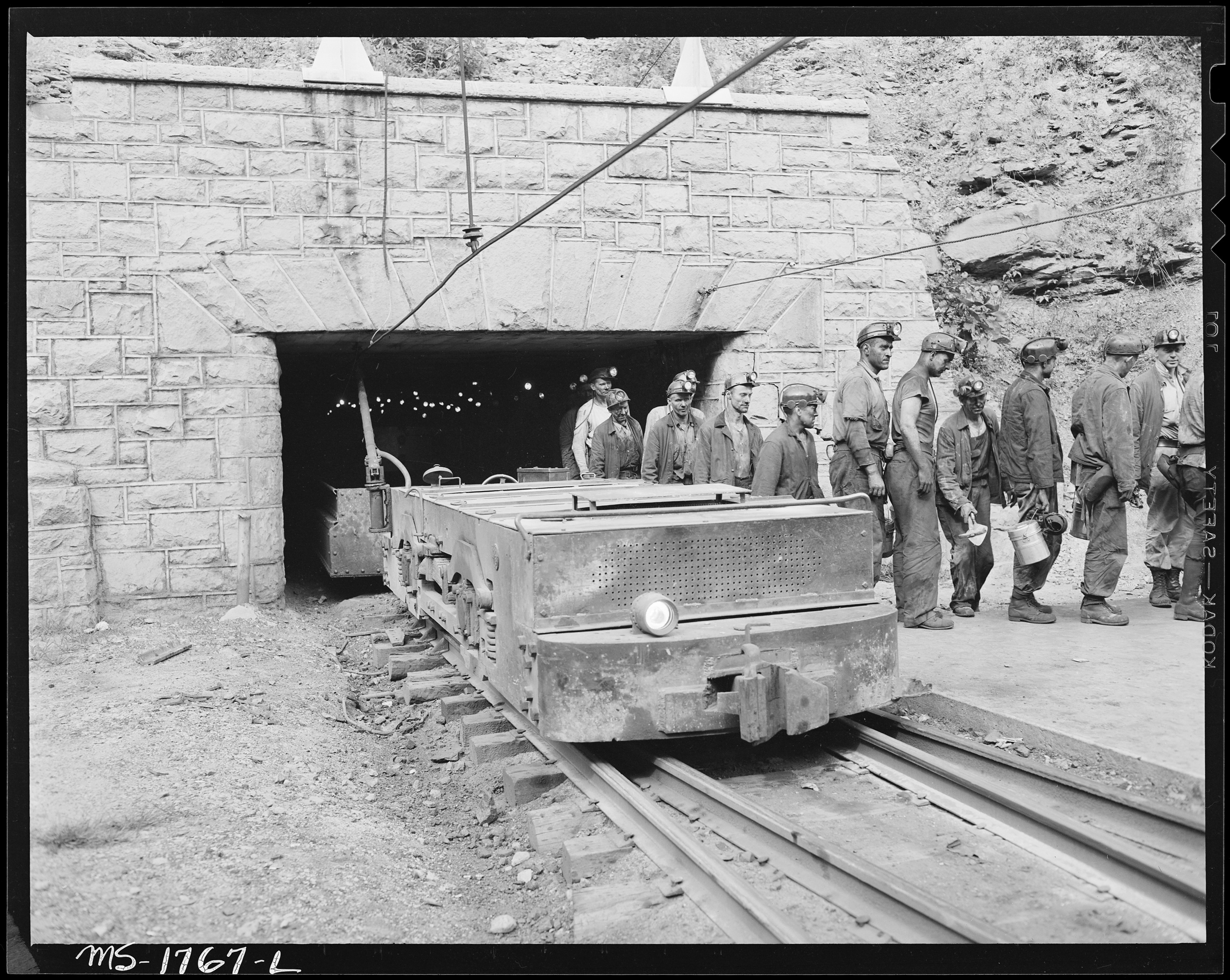
Toegang tot een mijngang met een spoorlijn bij het dorpje Kopperston in de Verenigde Staten (1946)

Een mijngang (Engels: adit, Duits: Stollen) is in de mijnbouw een horizontaal of min of meer horizontaal lopende gang in een gesloten mijn. Mijngangen kunnen worden gebruikt als toegang tot een mijn, als verbindingsgang (strek) of prospectiegang, als galerij voor het winnen van delfstoffen (ook wel stol genoemd), als waterafvoer of als ventilatiekanaal. In de stollenbouw vormt een mijngang (behalve bij strekken) doorgaans aan een zijde de toegang tot de mijn van buitenaf.
Mijngangen worden in de zijkant van een heuvel of berg gedreven en worden vaak aangelegd wanneer een erts zich binnen een berggebied bevindt, boven aangrenzende dalen of kustvlaktes. Wanneer de ertslaag boven de bodem uitsteekt, volgt de mijngang soms de vorm van de laag tot op het punt waar deze eindigt. De gang is dan zelden recht.
Een horizontale mijngang als toegang tot een mijn heeft als voordeel ten opzichte van een verticale schacht dat er veel minder kracht nodig is voor het vervoer van mijnwerkers, zwaar materieel en erts in en uit de mijn. Ook kan er een smalspoor of kabelbaan door worden aangelegd, waardoor mensen en erts veel sneller kunnen worden vervoerd dan door een verticale schacht. Ook voor de ventilatie is een mijngang handiger, doordat koelere lucht van buiten kan binnenstromen en na in de mijn te zijn verwarmd weer opwaarts kan opstromen de mijn uit via bijvoorbeeld een speciaal hiervoor aangelegde ventilatieschacht.

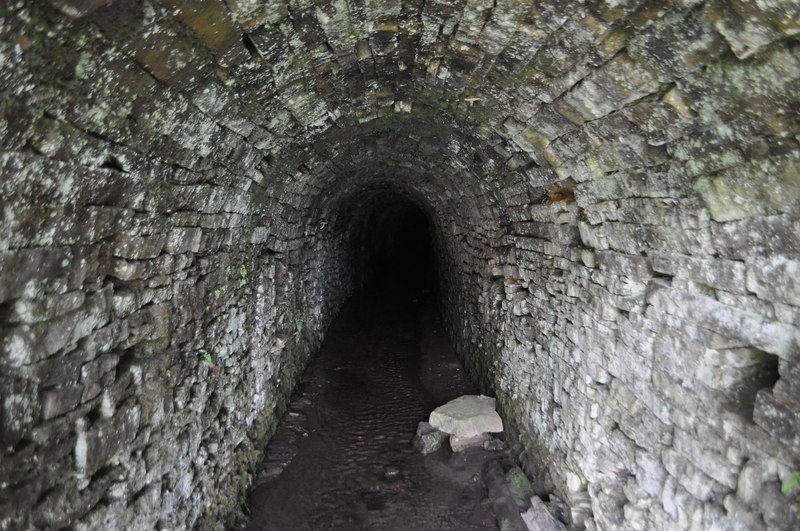
Mijngang voor paarden in in een verlaten loodmijn bij het dorp Nenthead in het Verenigd Koninkrijk
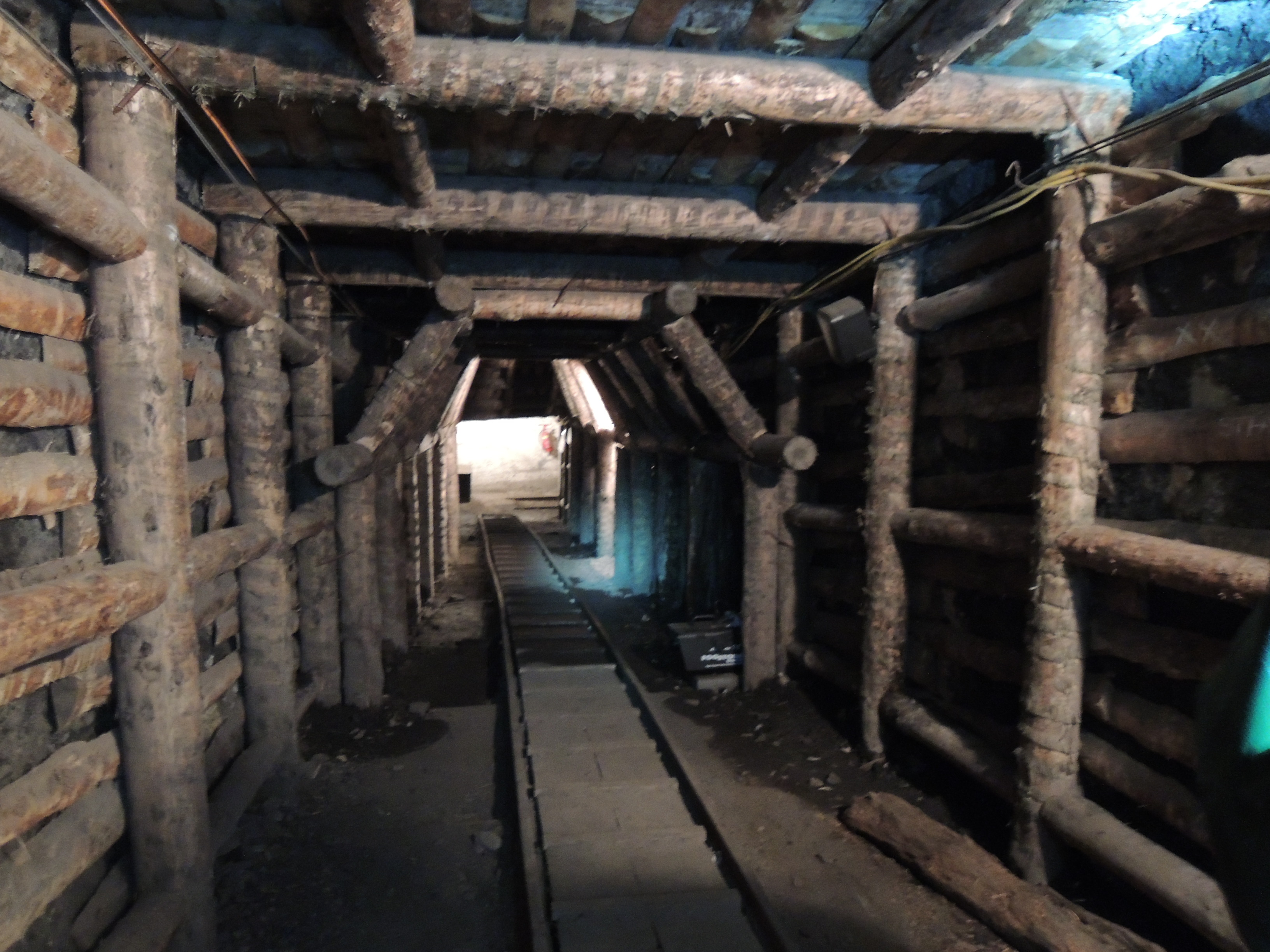
Mijngang ondersteund door mijnhout bij de Poolse stad Zabrze